# 거창 전투
거창 전투는 한국 전쟁 당시 1950년 7월 24일 남원 방어에 실패한 민부대 지휘하의 김병화 부대와 오덕준 부대, 그리고 해병대 김성은 부대가 7월 22일 서전사작전명 제1호에 따라 운봉으로 이동하여 지연전을 계속 수행하며 치른 전투이다.
이 무렵 장계-안의간을 침공로로 택한 북한군 제4사단 주력이 안의에 이어 거창까지 접근하게 되자, 민부대는 후방을 차단하기 전에 방어태세로 전환하지 않으면 안되었고 따라서 민부대는 미 제24사단 19연대와 협동하여 안의와 함양 그리고 거창에서 일전을 치르게 된다.

## 전투 과정
남원에서 물러난 민부대(민기식 부대)와 그의 지휘를 받고 있던 김부대(김병화 부대), 오부대(오덕준 부대), 그리고 해병대(김성은 부대)는 7월 24일 운봉으로 이동하여 지연전을 계속하려 했다.
이때 장계(長溪)~안의로 공격해 온 북한군 제4사단의 주력이 안의를 거쳐 거창과 함양으로 접근하자 민부대는 급히 함양으로 철수하지 않을 수 없었다.
상황이 이렇게 전개됨에 따라 육군 본부는 서해안지구 전투사령부를 해체하고, 채병덕 소장을 영남서부지구 사령관에 임명하여 민기식 부대와 전남지구편성관구 산하 통합병력인 이응준 부대를 지휘하도록 조치했다.
서해안이 북한군의 수중으로 들어간 당시에는 영남지구의 방어가 문제가 되었는데 민기식 부대가 함양으로 철수하고 있을 때, 때마침 현지에 나온 채 소장은 의정부 지역에서와 마찬가지로 철수를 불허하고 고수방어를 고집했다. 그러나 당시 국군 병사들은 계속되는 전투와 계속되는 철수로 지칠 대로 지쳐 피난민 틈에 끼여 부대를 이탈하는 경우가 많아 전투력은 점점 약해만 갔다. 고수 방어는 고사하고 축차적인 지연전조차 불가능해 보이는 상황이 전개되고 있었다.
서남부 전선에 대한 위협이 이처럼 증대되자, 미 8군 사령관 월턴 워커 중장은 대전 전투에서 입은 상처가 채 아물지 않은 24사단을 이 지역으로 급파하였다. 이에 따라 24사단은 34연대를 거창에 배치하고 19연대를 안의~진주에 배치하였다. 그리하여 당시 함양에까지 철수한 민기식 부대와 24사단 병력은 함양~안의에서 북한군과 일전을 치르게 되었다.
7월 27일 북한군 4사단은 장계~안의 도로에 주력을 투입하여 전진해 왔는데 이 접근로에 배치되어 있던 아군은 안의 서쪽 15킬로미터 지점인 육십령(六十嶺) 고개에 있던 대대 규모의 경찰 혼성부대가 전부였다. 05:00 시경부터 2열 종대로 접근하는 북한군을 향해 소총을 쏘아대는 경찰 병력은 상당한 전과를 올렸으나, 병력과 화력이 우세한 적에게 밀려 경찰들은 안의로 분산 철수하게 되었고 이로써 장계~안의간 통로가 북한군에게 개방된 셈이 되었다.
함양 초등학교에 지휘소를 설치한 민부대는 즉시 오부대와 김부대를 추진시켜 안의를 방어하려 했다. 그리고 이들에게 이미 안의에 배치되어 있는 미 19연대 1대대의 A 중대와 안의 서쪽에서 남북으로 진지를 점령시켰다.
미군 19연대는 당시 진주에 집결하고 있었기 때문에 19연대 A 중대는 새로 오키나와에서 한국 전선에 투입된 29연대 1대대에게 진지를 인계하기 시작했다. 이때가 7월 27일 오전 10:00시 경이었다.
북한군은 이미 국군의 눈앞에 다가와 있었지만 오부대와 김부대는 교전 중 북한군 잠복병의 기습을 받아 6대의 자동차를 잃었고 미군의 지원 화력 이래야 포당 연막탄 2발 만을 가지고 있는 4.2인치 박격포 1개 소대 뿐이었다.
포병도 없고, 전차도 없고, 공중지원도 없었다. 19연대 A 중대와 29연대 1대대가 진지를 인수인계하는 데에만 5시간이 걸렸다. 교전중 이었기 때문이다. 17:00시경 적은 오부대 · 김부대 진지를 공격했다. 그들의 공격의 일파는 격퇴했으나, 그 후의 병력은 어찌할 도리가 없었다.
20:00시 양개 부대는 함양으로 철수할 수 밖에 없었고 미 19연대 A 중대의 진지를 인수한 미 29연대 1대대 B 중대는 악전고투 끝에 18(장교 2, 부사관과 병 16)명만이 거창으로 철수 했을 뿐 나머지 215명(D 중대 일부 포함)은 전사하고 말았다. 안의에서의 저지선이 무너지자 적의 침공은 북으로 거창, 남으로 함양 지역에 확대되었다.
안의 저지선이 무너진 상황을 안 민부대장(민기식 대령)은 연락이 두절된 오부대와 미군을 구출하려 했으나, 북한군에게 차단되자 해병대를 수습하여 함양 동쪽 6킬로미터 지점인 화산리(花山里)로 병력을 철수시키게 되었다.
민부대장은 미 29연대 1대대장과 협의한 끝에 당시의 상황은 병력의 손실을 최대한 막는 것이 중요하다는 결론을 내리고 20:40시경 병력을 산청(山淸)으로 철수시키고, 이 중 오부대 200명은 진주까지 철수시켰다. 그러나 민부대원은 체력은 물론, 사기가 매우 저하되어 있어서 전열을 갖추는데 큰 어려움이 있었다. B 중대를 잃어버린 29연대장 1대대장은 전령을 계속 추진시켰으나, 번번이 북한군 복병의 습격을 받아 되돌아오곤 하는 안타까운 지경에 처해 있었다.
안의 쪽에서 거창 쪽으로 오는 적병을 발견한 미 34연대는 13야포대대 A 포대의 5문(105밀리)의 포가 불을 뿜는 가운데 방어를 실시하였으나, 중대를 잃고 1대대와 3대대를 거창 동쪽으로 철수시키지 않으면 안 되었다. 후방의 포진지까지 적의 소총 가격을 받아야 했던 34연대는 어쩔 수 없이 거창에서 합천으로 철수하면서 공병으로 하여금 철저하게 도로를 파괴하도록 했다.
이 지역에 있던 경찰 및 기타 부대 등도 지휘 체제를 유지하지 못하고 뿔뿔이 흩어져 합천 등지로 철수하였다. 이로써 함양, 거창에서 벌인 국군의 지연전은 별다른 성과 없이 많은 손실을 감수해야만 했다.

## 결과 및 영향
이후 민부대는 진주 북방 산청 가도를 점령하여 방어 임무에 들어갔고, 해병(김성은 부대)은 미국에 배속되어 남강(南江) 남쪽 방어선을 맡았으며, 29연대 1대대는 진주 동쪽 28킬로미터 지점인 함안으로 이동하였고, 34연대는 합천에서 방어에 임하게 되었으나 국군은 물러서기에도 지쳐 있었다.